# Krzysztof Fidala
Krzysztof Henryk Fidala (ur. 19 stycznia 1948 w Piotrkowie Trybunalskim, zm. 10 października 2001 we Wrocławiu)  – polski inżynier budownictwa, przedsiębiorca i urzędnik państwowy, w latach 1987–1991 podsekretarz stanu w resortach gospodarki przestrzennej i budownictwa.

## Życiorys
Syn Józefa i Wandy. W 1970 ukończył studia z budownictwa lądowego (specjalność budownictwo przemysłowe) na Politechnice Łódzkiej. Rok później został też członkiem Naczelnej Organizacji Technicznej, a w 1986 zdobył dyplom w Akademii Gospodarki Narodowej w Moskwie. Od 1970 związany z Łódzkim Przedsiębiorstwem Budownictwa Przemysłowego, początkowo jako starszy inżynier, kierownik budowy i naczelny inżynier, a od 1980 jego prezes.
W 1976 został członkiem PZPR. Od 9 stycznia 1987 do 1991 pełnił funkcję podsekretarza stanu w Ministerstwie Budownictwa, Gospodarki Przestrzennej i Komunalnej (od grudnia 1987 po przekształceniu w Ministerstwie Gospodarki Przestrzennej i Budownictwa). Później kierował przedsiębiorstwem ESCO Energy Saving Company oraz firmą budowlaną Przemysłówka SA.
W 2001 odznaczony Krzyżem Oficerskim Orderu Odrodzenia Polski za wybitne zasługi w działalności na rzecz rozwoju polskiego budownictwa.
Zmarł 10 października 2001 roku we Wrocławiu.